# Überaugenstreif

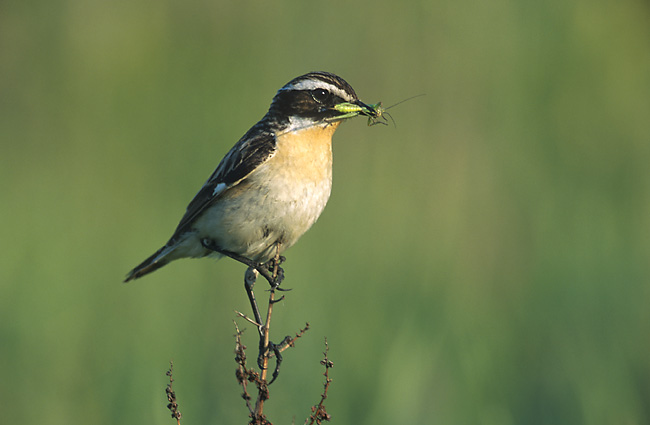
Männliches Braunkehlchen mit deutlichem Überaugenstreif

Als Überaugenstreif (auch Superciliarstreifen oder Supercilium) wird bei Vögeln eine streifenförmige Federpartie über dem Auge bezeichnet, die einen farblichen Kontrast zum anderen Kopfgefieder bildet. Der Überaugenstreif kann bereits oberhalb des Schnabelansatzes beginnen und sich auch auf die Scheitelseiten erstrecken. Ein solcher Überaugenstreif ist bei vielen Vogelarten vorhanden, in den meisten Fällen ist der Überaugenstreif blasser als das umgebende Gefieder.
Nicht zu verwechseln ist der Überaugenstreif mit dem Augenstreif oder den Zügeln, dem Bereich zwischen dem Auge und dem Schnabelansatz.
Eine besondere Form ist der gegabelte Überaugenstreif, wie ihn beispielsweise der Sumpfläufer (Limicola falcinellus) aufweist.